# バナナ諸島
バナナ諸島 (Banana Islands) は、西アフリカシエラレオネのフリータウン半島の南東の沖合いに浮かび、2つの主な島、ダブリン島とリケット島などからなる島々である。最北端にあるダブリン村（ダブリン島）には1881年に建てられた教会の跡地があるが、ここは奴隷収容所だった跡地である。海水浴や釣りなどが楽しめる観光地ともなっている。